# TBC 가족 여러분, 안녕히 계십시오
《TBC 가족 여러분, 안녕히 계십시오》는 1980년 11월 30일에 방영된 동양방송(TBC)의 고별 프로그램이다.

## 개요
1980년 언론통폐합으로 인해 한국방송공사에 인수 합병되면서 마지막으로 편성된 프로그램으로, 1980년 11월 30일 밤 11시 30분에 TBC 서울본사를 비롯한 부산지국의 모든 방송은 종료되었다.
그 동안 출연했던 많은 연예인들이 마지막으로 방송을 위해 모인 가운데 이은하는 〈아직도 그대는 내사랑〉을 부르다가 끝내 울음을 터트렸으며, 이후 “감상적인 표현은 안 된다”는 지침에 따라 3개월 간 방송 출연정지를 당하기도 했다. 또한 동양라디오 《밤을 잊은 그대에게》를 진행한 황인용 아나운서도 목소리에 떨림과 울먹임이 배어 있었다.
이 프로그램을 끝으로 동양방송은 역사 속으로 사라졌다.